# Peter Sandbichler
Peter Sandbichler (* 18. September 1964 in Kufstein, Tirol) ist ein österreichischer Künstler. Er lebt und arbeitet in Wien. 1995 stellte er im Österreichischen Pavillon auf der Biennale di Venezia aus. Er arbeitet im Bereich Skulptur, Objektkunst, Medienkunst und Installationen.

## Leben und Werk
Von 1979 bis 1983 besuchte Peter Sandbichler die Fachschule für Holz- und Steinbildhauerei in Innsbruck, danach ging er für ein Jahr an die Art Students League zu Martin Knox nach New York City. Von 1984 bis 1986 studierte er an der Hochschule für Angewandte Kunst in Wien bei Wander Bertoni, anschließend bis 1991 bei Bruno Gironcoli Bildhauerei an der Akademie der bildenden Künste Wien.
Von 1993 bis 1994 studierte er an der Staatlichen Hochschule für Bildende Künste in Frankfurt am Main, Abteilung Neue Medien, bei Peter Weibel.

## Mitgliedschaften
Peter Sandbichler ist Mitglied der Vereinigung Bildender Künstler, Wiener Secession.

## Privatleben
Sandbichler lebt in Wien. Er ist Vater zweier Kinder.

## Ausstellungen (Auswahl)

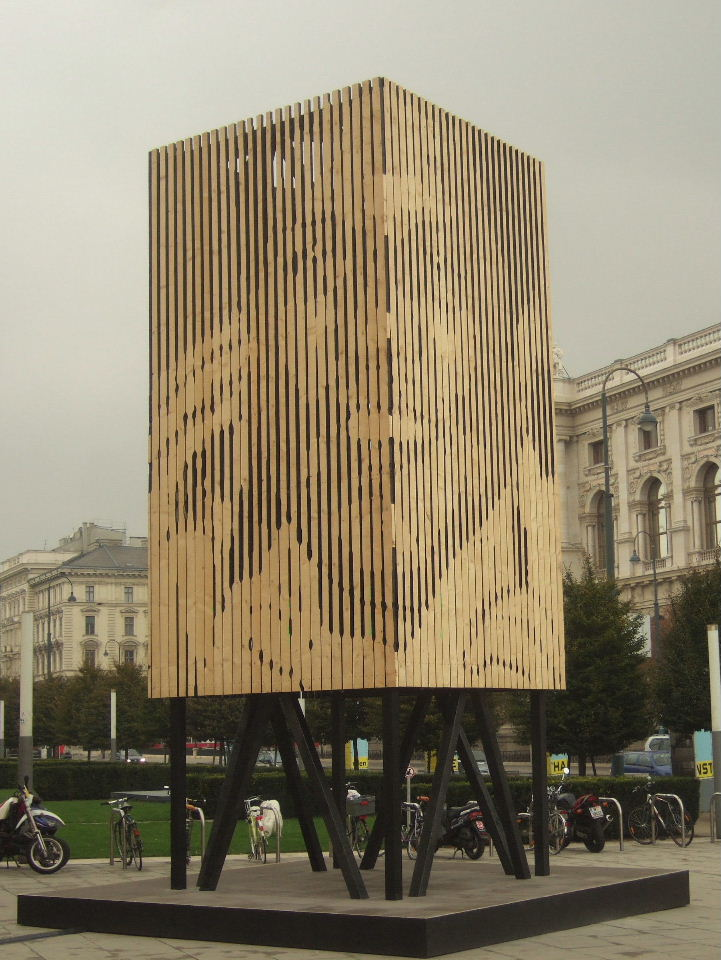
Peter Sandbichler: „unbowed and unafraid“ (2009)

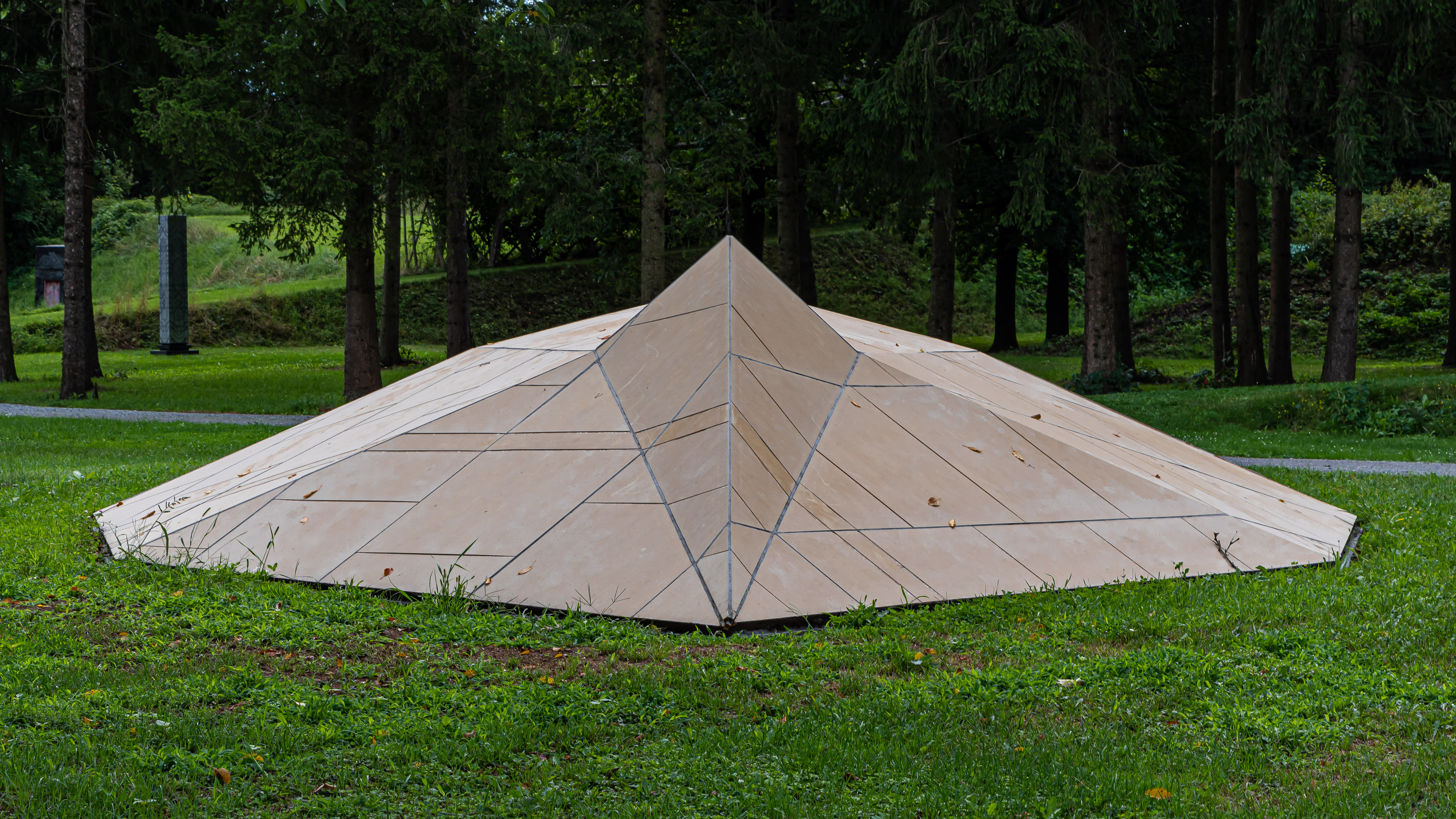
Tiger Stealth im Österreichischen Skulpturenpark

- 2005 Sound of Art, Museum der Moderne Salzburg
- 2006 Designing Truth, Wilhelm Lehmbruck-Museum, Duisburg
- 2006 simultan, Fotomuseum Winterthur
- 2008 Gironcoli, eine Hommage II, Gironcoli Museum, St. Johann bei Herberstein
- 2009 Feedforward. The Angel Of HHistory, LABoral Centro de Arte, Gijón
- 2009 Peter Sandbichler – Tiger Stealth. unbowed and unafraid, MUMOK Wien
- 2009 The House Is On Fire, But The Show Must Go On, Kunstraum Innsbruck
- Common History and Its Private Stories. Geschichte und Geschichten MUSA Museum auf Abruf Wien
- 2009/10 Out Site 03, MUMOK Wien, Kurator Edelbert Köb[1]
- 2010 sustain, Galerie Grita Insam, Wien / Vienna
- 2010 Light Art Biennale Lichtkunst 2010, Linz
- 2011 Wahrheit ist die Erfindung eines Lügners, Galerie im Taxispalais, Innsbruck
- 2011 Der Künstler ist anwesend, Kunstraum Bernsteiner, Wien
- 2013 Galerie am Stein, Schärding
- 2013 Galerie Zeitkunst, Kitzbühel
- 2013 Skulptur, Galerie Elisabeth & Klaus Thoman, Innsbruck
- 2013 Altarensemble Pfarrkirche Gaspoltshofen
- 2013 Kunstraum Weikendorf
- 2015 Galerie Elisabeth & Klaus Thoman, Wien
- 2018 Mind The Crap, Galerie Elisabeth & Klaus Thoman, Innsbruck
- 2018 Special Art Shop Mit Alten Schachteln, Galerie Elisabeth & Klaus Thoman, St. Pölten
- 2018 Parallel Vienna, Wine
- 2018 Join the Dots? Unire le distanz, Salone Degli Incanti - Ex Pescheria Centrale, Trieste, Italien
- 2018 Die 90er Jahre, MUSA Mueseum Startgalerie Artothek, Wien
- 2019 Für die Vögel[2], Kunst im öffentlichen Raum Niederösterreich, St. Pölten
- 2020 Fremdenzimmer[3]", gemeinsam mit Alfredo Barsuglia, Kunstverein Eisenstadt
- 2022/23 The Fest – Zwischen Repräsentation und Aufruhr[4]", MAK – Museum für angewandte Kunst, Wien

## Preise und Stipendien
- 1996/1997 Tokio-Stipendium (6 Monate)
- 2022: Tiroler Landespreis für zeitgenössische Kunst

## Öffentliche Sammlungen
- museum in progress, Wien

## Werke im öffentlichen Raum

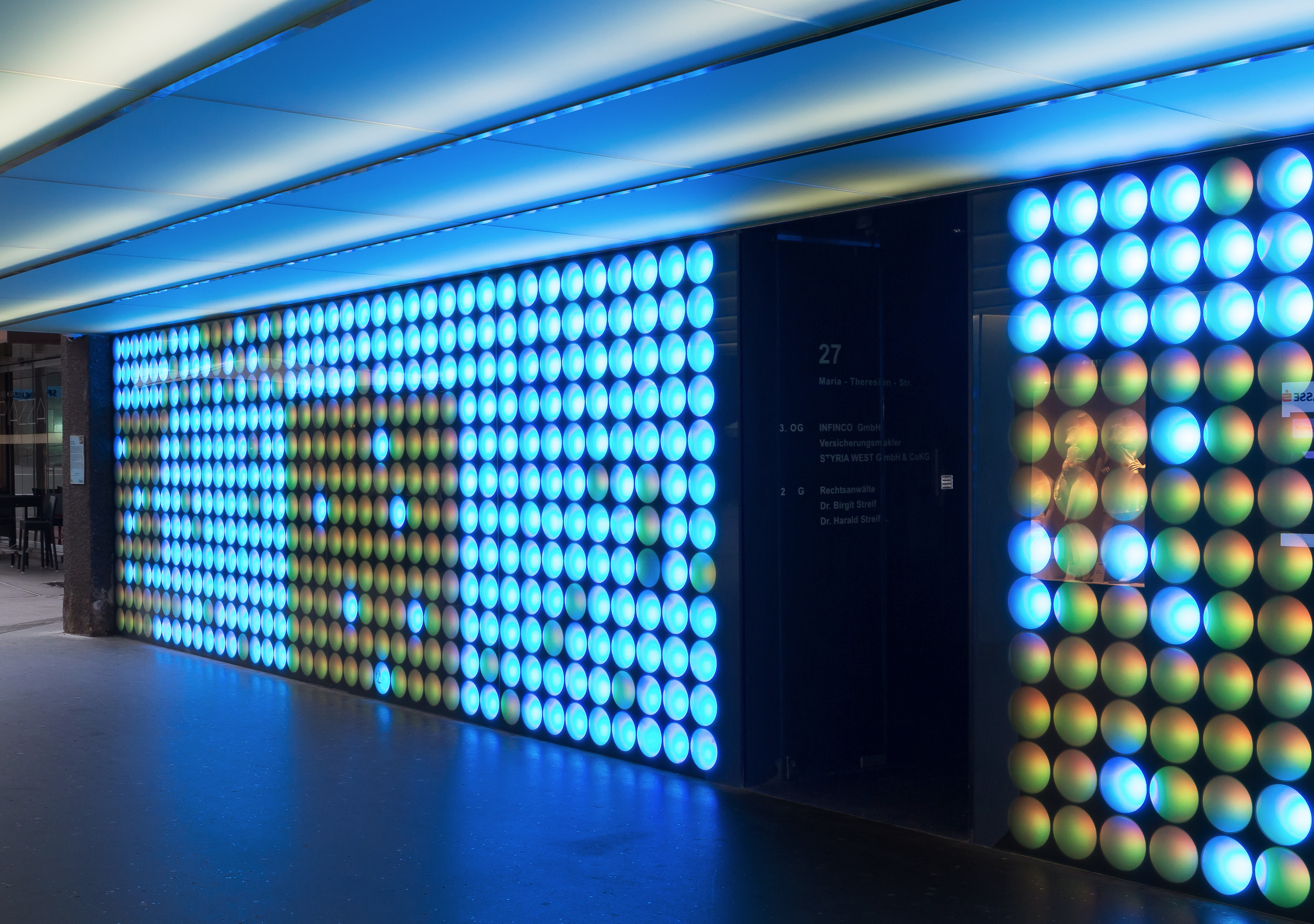
47,16° Nord

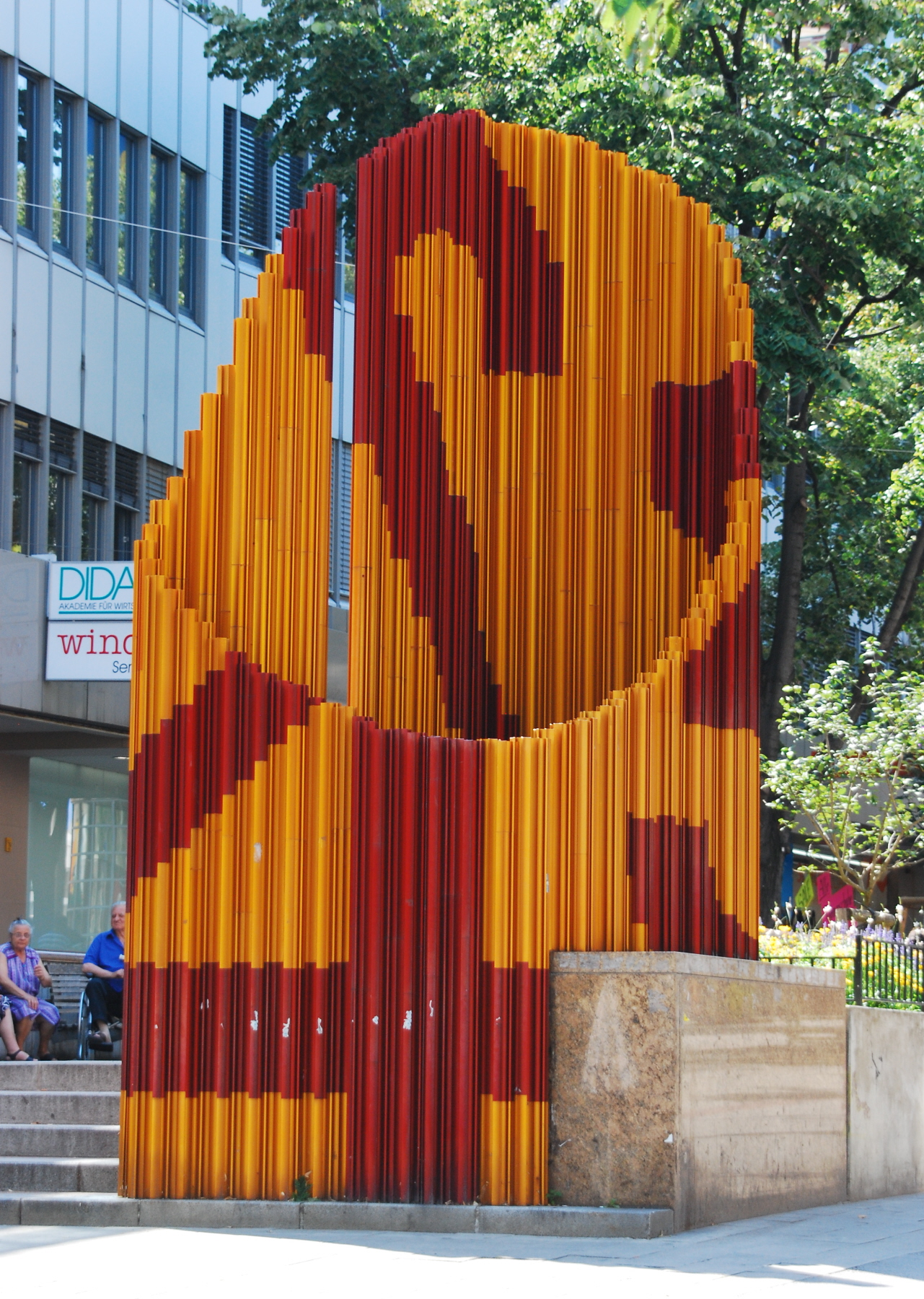
Trans/Form (nicht mehr vorhanden)

- 47,16° Nord, Lichtinstallation, Sparkassenpassage, Innsbruck, 2005
- Schwarze Schafe, Skulptur, Hauptstraße Stockerau, 2012
- Trans/Form, Skulptur, Wien-Meidling
- Zeitbogen, Portalgestaltung des Ágnes-Heller-Hauses der Universität Innsbruck, 2023[5][6]